# Benthem Crouwel Architects

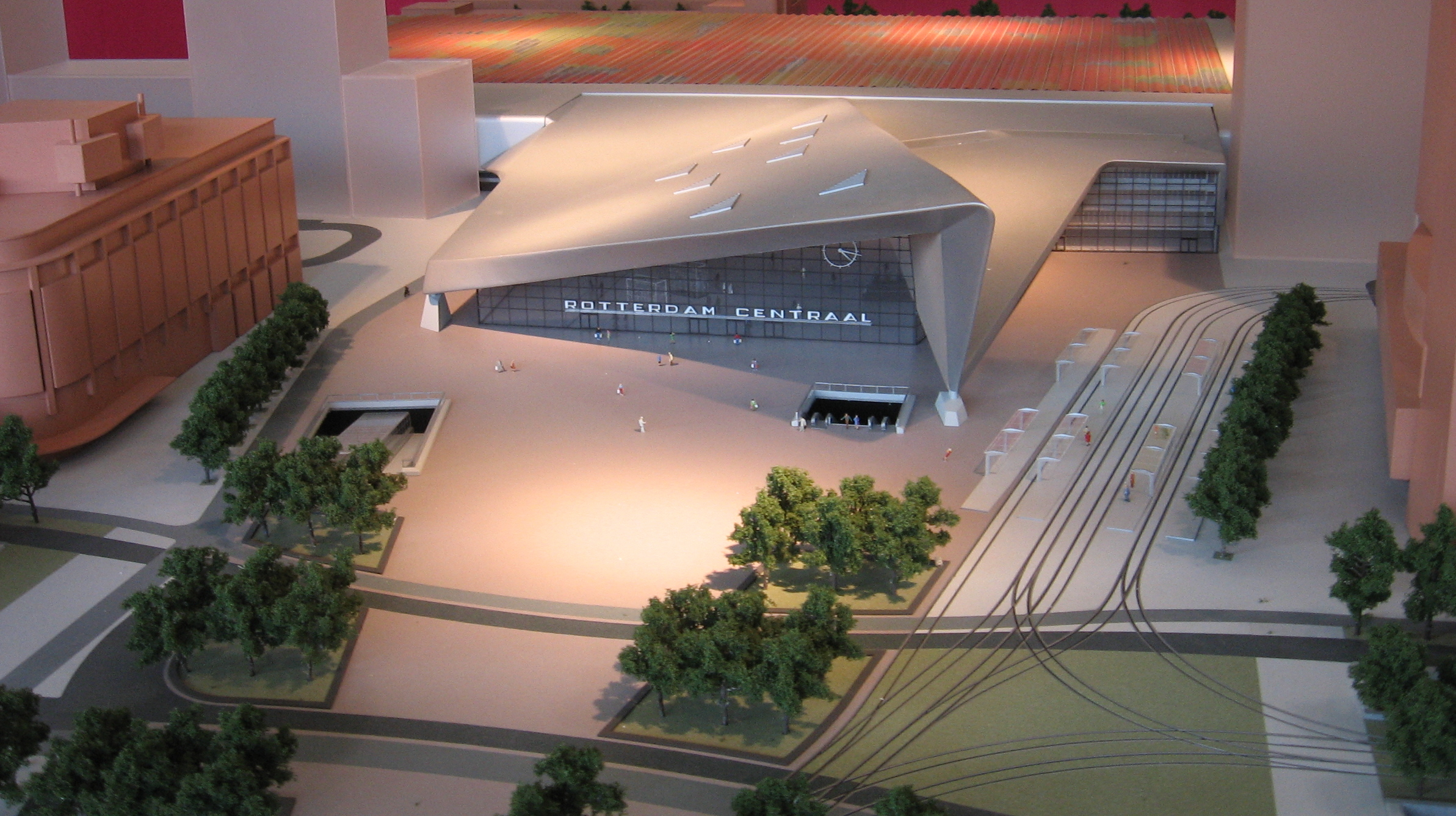
Maquette Rotterdam Centraal Station

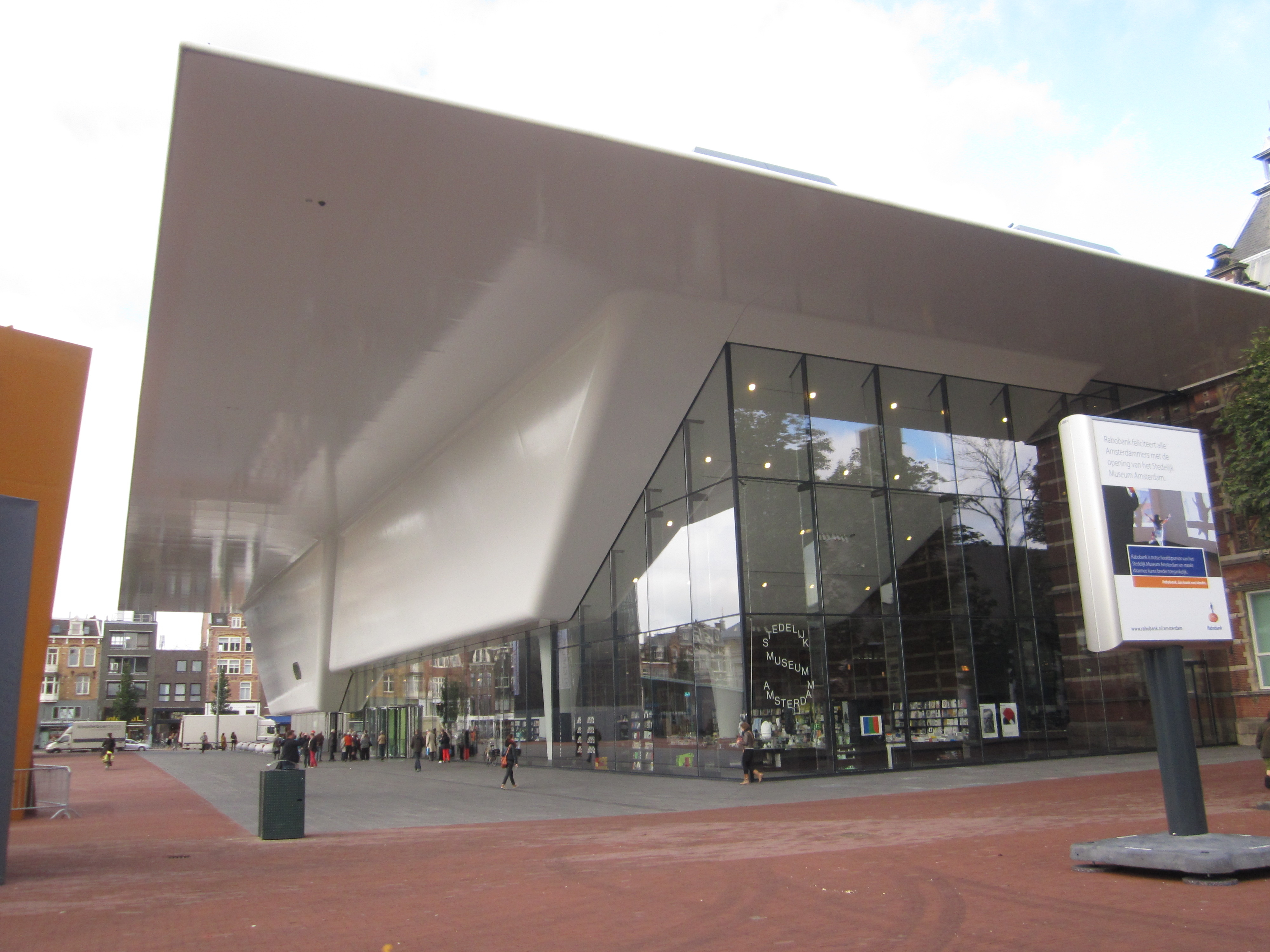
Uitbreiding Stedelijk Museum Amsterdam

Benthem Crouwel Architects (voorheen: Benthem Crouwel Architekten) is een Nederlands architectenbureau, in 1979 opgericht door Jan Benthem en Mels Crouwel. Sinds 2017 wordt het internationale bureau geleid door de partners: Joost Vos, Saartje van der Made, Pascal Cornips en Daniel Jongtien. Het bureau heeft onder andere een vestiging in Amsterdam.

## Geschiedenis
De oprichters Jan Benthem en Mels Crouwel ontmoetten elkaar in 1979 op de TU Delft, waar een van de hoogleraren hen aan elkaar voorstelde, omdat hij dacht dat ze een goed team zouden vormen. Ze begonnen in hetzelfde jaar hun bureau Benthem Crouwel Architekten vanuit een kleine kelder in een Amsterdams grachtenpand.
Een belangrijk project in de beginfase was het eigen woonhuis van Benthem in het project De Fantasie in Almere (1982-1984), dat later is uitgebreid. In die tijd ontving het bureau een serie opdrachten voor douane-emplacementen op de grens tussen Nederland, België en Duitsland. Deze lijken qua constructieopzet en kleurstelling veel op het woonhuis.
Na enkele projecten op het terrein van Schiphol, waaronder een fietsenstalling, kreeg Benthem Crouwel in 1986 opdracht voor het masterplan voor de luchthaven, in samenwerking met NACO (Netherlands Airport Consultants). Sinds 1989 is Benthem Crouwel toezichthoudend architect voor Amsterdam RAI.
Daarnaast heeft het bureau musea, publieke gebouwen en vervoersprojecten gerealiseerd. Enkele voorbeelden zijn het Anne Frank Huis in Amsterdam (1999), de Ziggo Dome in Amsterdam, Museum De Pont in Tilburg, restauratie en uitbreiding van Las Palmas, Rotterdam (2008), Stedelijk Museum (2012), Datacentrum AM4 (2017) en twee kantoorgebouwen voor de Goede Doelen Loterijen (2019) en ING (2020).
Het bureau heeft aan de totstandkoming van een veelvoud aan infrastructurele projecten meegewerkt, zoals onder andere de Noord/Zuidlijn, de vernieuwing van het Centraal Station te Amsterdam, de OV-Terminal Utrecht, station Rotterdam Centraal en station Den Haag Centraal. Daarnaast ook bruggen, zoals de Muiderbrug, A1 Amsterdam - Rijnkanaal (2010) en de langste brug van de Hogesnelheidstrein bij Hollandsch Diep (2006).
Jan Benthem en Mels Crouwel ontvingen voor hun werk verschillende prijzen. Van 1 oktober 2004 tot 15 augustus 2008 was Mels Crouwel Rijksbouwmeester.

## Gerealiseerde projecten
Een selectie van sinds 1984 uitgevoerde bouwwerken:
- 1984 - De Fantasie, woning van Benthem, Almere
- 1993 - Museum De Pont, Tilburg
- 1993 - Terminal West, Schiphol Amsterdam
- 1995 - Schiphol Plaza, Schiphol Amsterdam
- 1995 - Station Schiphol, Schiphol Amsterdam
- 1996 - Malietoren, Den Haag
- 1998 - Stationsgebouw, vliegveld Lelystad
- 1998 - Poppodium 013, Tilburg
- 1999 - Anne Frank Huis, Amsterdam
- 2001 - Villa ArenA, Amsterdam
- 2002 - Fotografiemuseum FOAM, Amsterdam
- 2002 - GEM, museum voor actuele kunst, Den Haag
- 2004 - Gerrit Rietveld Academie, Amsterdam
- 2006 - Hogesnelheidslijn, Hollandsch Diep
- 2008 - Penthouse Las Palmas, Rotterdam
- 2009 - Etrium, Keulen
- 2009 - Elicium, Amsterdam RAI
- 2009 - Duits Bergbau-Museum, Bochum
- 2009 - Muiderbrug, Amsterdam-Rijnkanaal
- 2009 - Metropool, Hengelo
- 2010 - Port City III, rotterdam
- 2010 - ACTA, Academisch Centrum voor Tandheelkunde Amsterdam
- 2011 - Amsterdam Museum, Amsterdam
- 2012 - Ziggo Dome, Amsterdam
- 2012 - Stedelijk Museum, Amsterdam
- 2013 - Fletcher hotel, Amsterdam
- 2014 - Grotius gebouw, Radboud Universiteit Nijmegen
- 2014 - Rotterdam Centraal Station
- 2015 - Den Haag Centraal Station
- 2015 - Paleisbrug, Den Bosch
- 2016 - Utrecht Centraal Station
- 2017 - AM4 Datacentrum, Amsterdam
- 2017 - Treinstation Delft
- 2018 - Noord/Zuidlijn, Amsterdam
- 2018 - Goeden Doelen Loterijen kantoor, Amsterdam
- 2018 - Amsterdam Centraal Station
- 2019 - Uitbreiding RAI hal 5
- 2020 - ING kantoor, Amsterdam
- 2020 - Woontorens Pulse, Amsterdam-Noord
- 2021 - Station Delft Campus
- 2022 - Museum Arnhem
- 2022 - LAB42 Universiteit van Amsterdam

## Selectie van lopende projecten
- Residence Nádraží Žižkov, Praag
- Schiphol Amsterdam
- Datacentrum AM7 en 9, Amsterdam
- Metrolijn 17 en 18, Parijs
- Brno Main Station (Czech Republic)
- Afsluitdijk

## Selectie gewonnen prijzen
- 1989 - Berliner Kunstpreis in de categorie architectuur[3]
- 1996 - Wibautprijs van de gemeente Amsterdam voor het stedenbouwkundige werk aan Schiphol[4]
- 1999 - BNA-kubus voor de bijdrage aan de infrastructurele architectuur in Nederland[5]
- 2009 - Eerste Deutsche Gütesiegel in goud voor duurzaam bouwen voor een kantoorgebouw; het Etrium[6]
- 2010 - Nationale Staalprijs voor bedrijfsgebouw van Wilo, Zaanstad
- 2012 - AIT Award in de categorie Health + Care, interieur voor ACTA, Academisch Centrum Tandheelkunde Amsterdam[7]
- 2012 - Hedy d'Ancona-prijs voor ACTA, Academisch Centrum voor Tandheelkunde Amsterdam[8]
- 2013 - Amstelveense Architectuurprijs, zowel vakjury als publieksprijs voor kantoorgebouw Bella Donna in Amstelveen[9]
- 2014 - Living Daylight Award, voor Rotterdam Centraal , een ontwerp van Team CS (Benthem Crouwel, MVSA Meyer en van Schooten Architecten en West 8)[10]
- 2014 - Dutch Design Awards categorie Habitat, voor Rotterdam Centraal , een ontwerp van Team CS (Benthem Crouwel, MVSA Meyer en van Schooten Architecten en West 8)[11]
- 2015 - BNA Beste Gebouw van het Jaar en de Nederlandse Bouwprijs, symbool voor optimale kwaliteit, Rotterdam Centraal Station[12]
- 2017 - De American Architecture Prize ontwerp en transport voor Rotterdam Central Station[13]
- 2018 - World Architecture Prize voor beste gebouw in Amsterdam en ARC18 Architectuur Award[14] voor het beste ontwerp van de Noord/Zuidlijn
- 2019 - BNA Beste Gebouw van het Jaar voor de Noord-Zuidlijn[15]
- 2019 - Nederlandse Bouwprijs Talent met Toekomst voor Saartje van der Made, enorme verantwoordelijke en beeldbepalende rol bij de Noord/Zuidlijn
- 2019 - BNA Beste Gebouw van het Jaar en Amsterdamse Architectuur Prijs, beiden voor de Noord/Zuidlijn[12]
- 2022 - Nationale Staalprijs voor Museum Arnhem
- 2024 - Hergebruiksprijs Staal voor LAB42

## Afbeeldingen

#### Poppodia

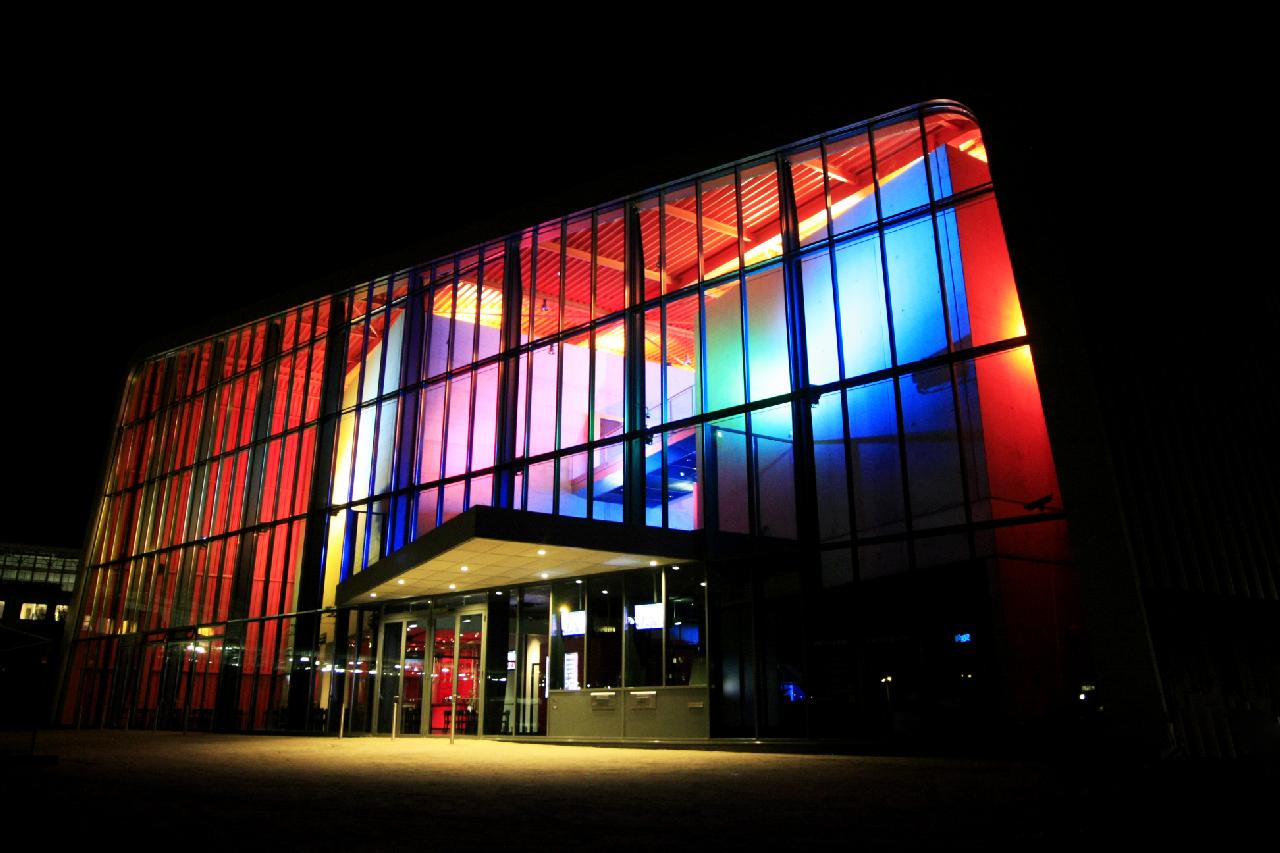
Poppodium Metropool, Hengelo
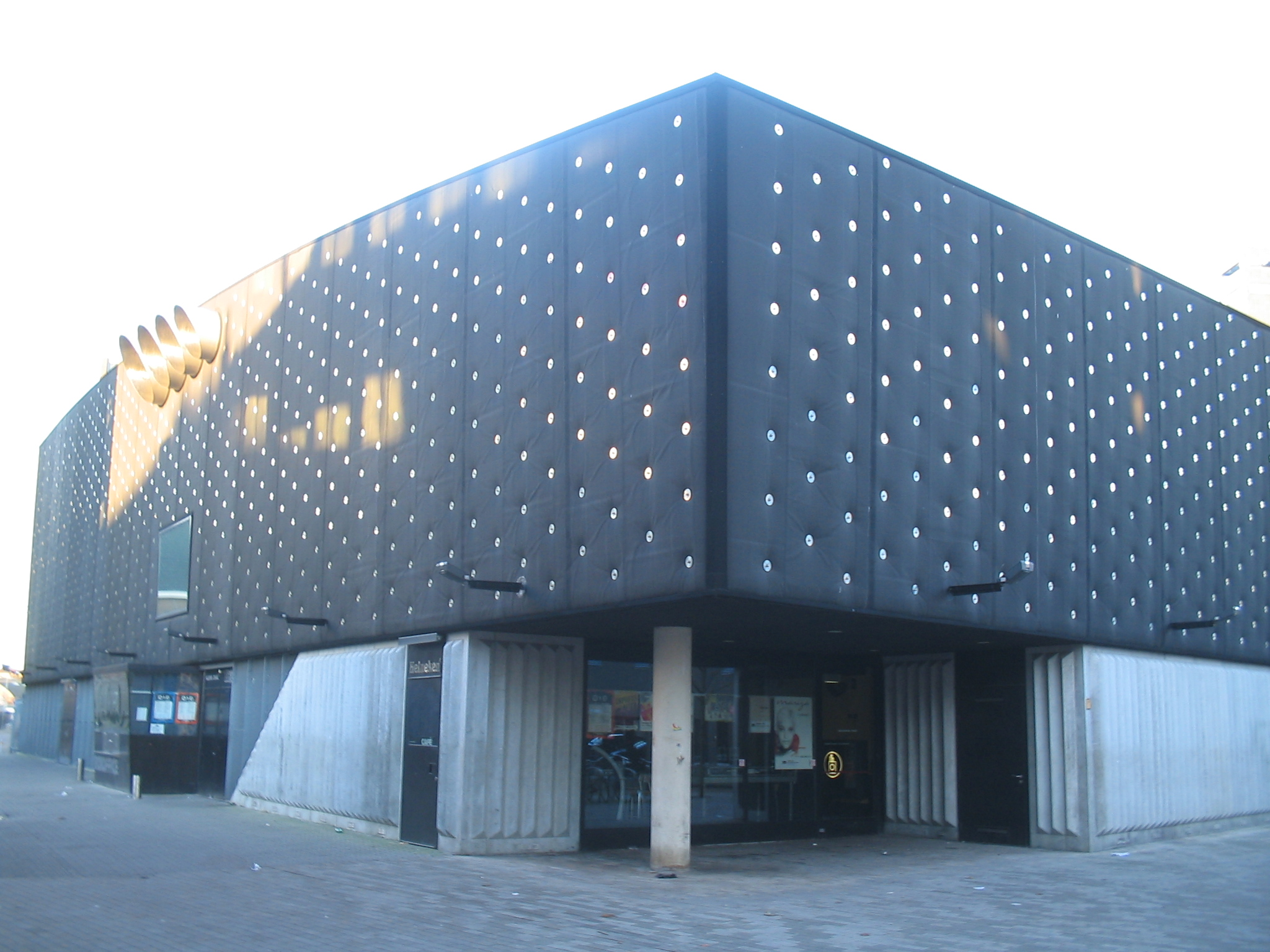
013 poppodium, Tilburg
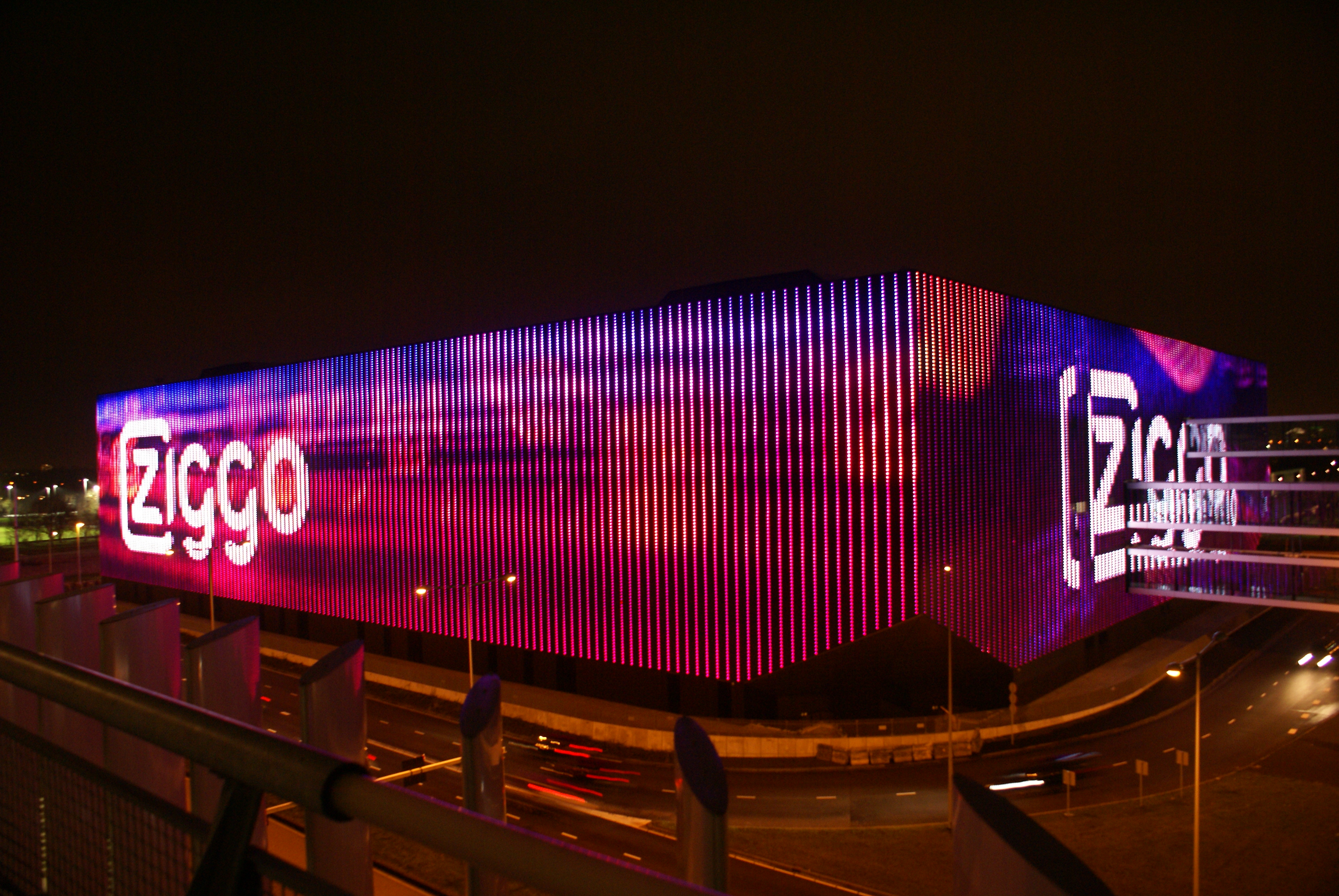
Ziggo Dome, Amsterdam

#### Musea

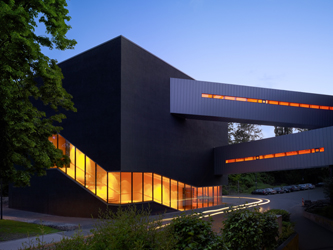
Bergbaumuseum, Bochum
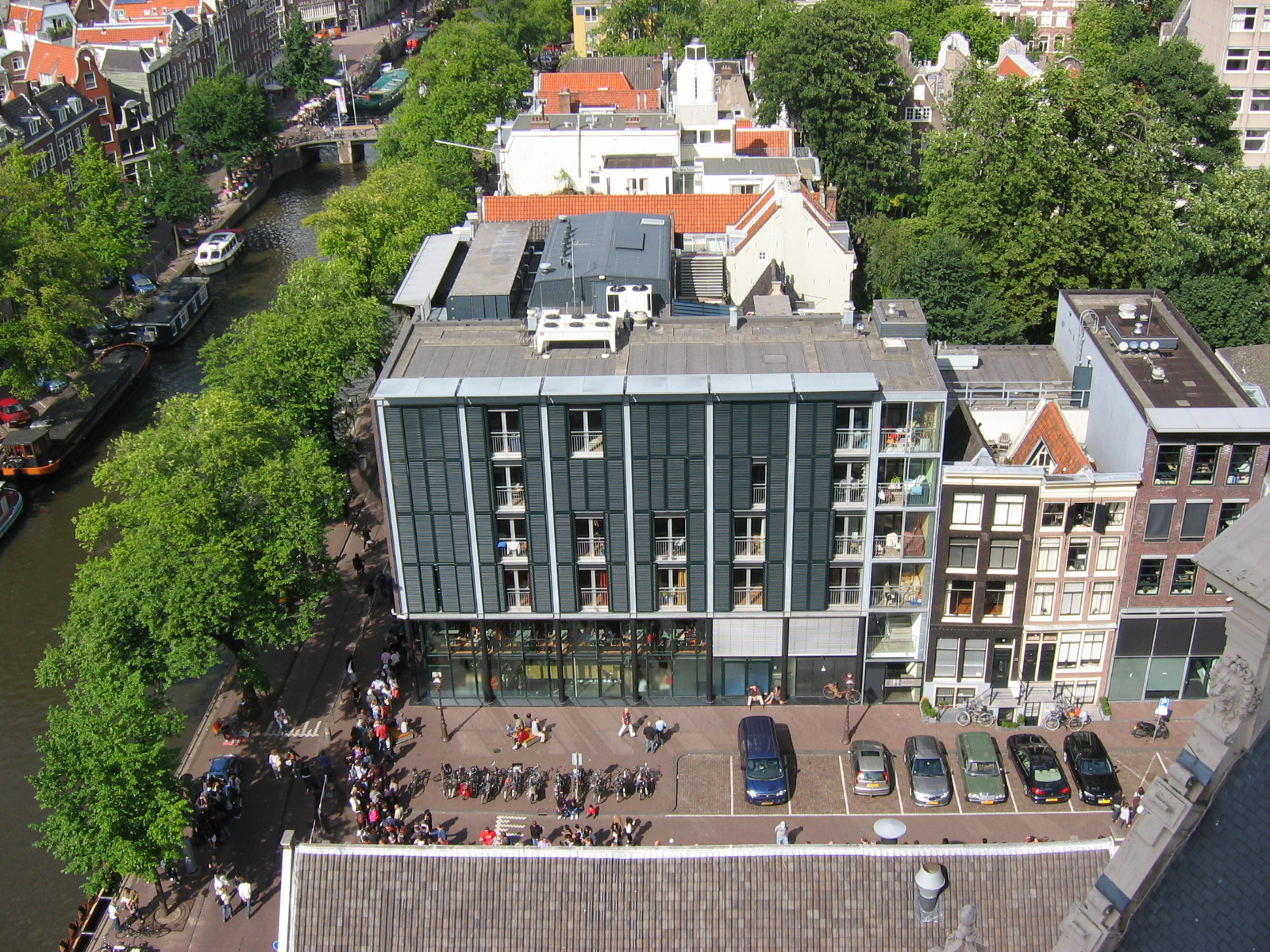
Uitbreiding Anne Frank Huis, Amsterdam
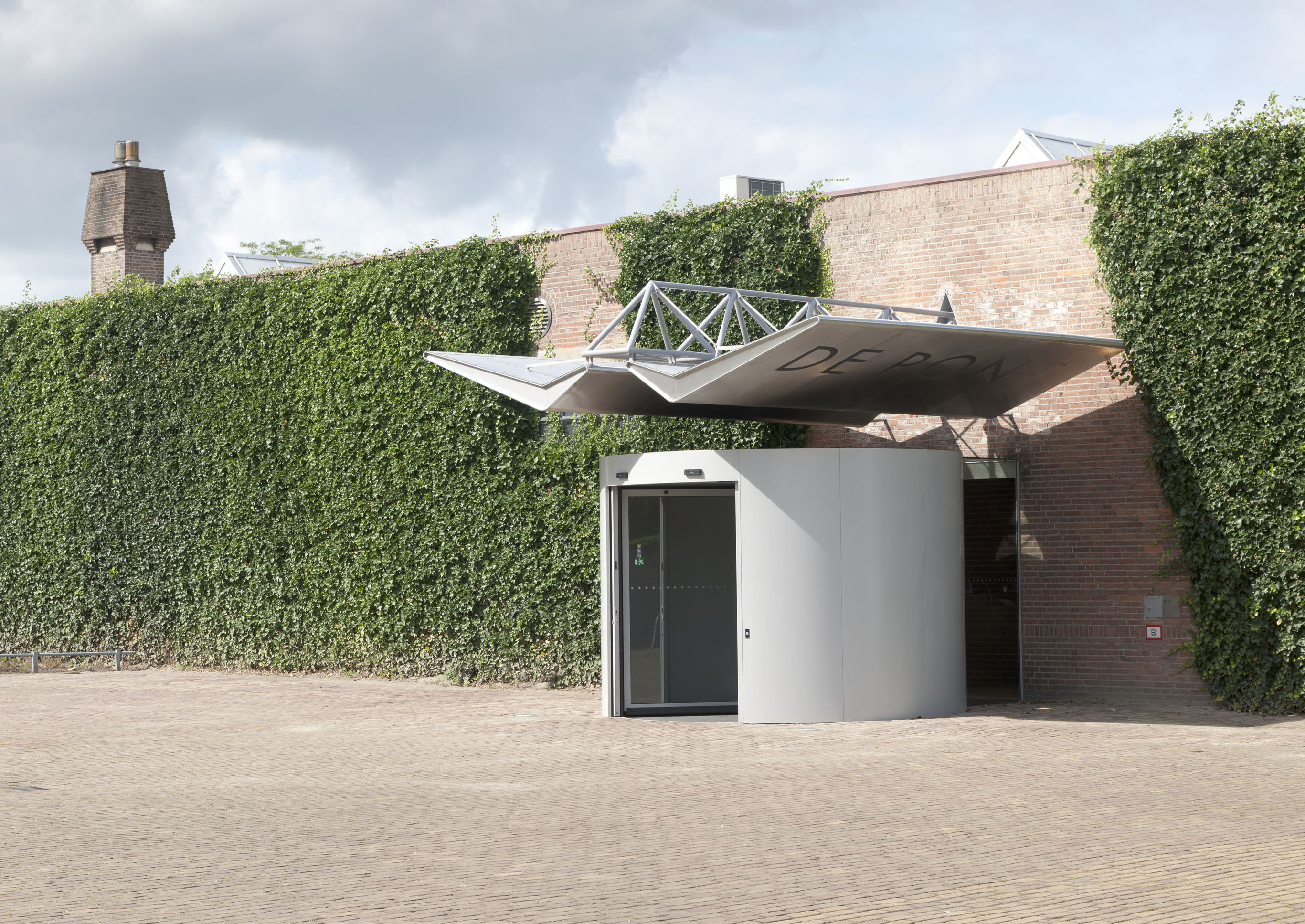
Ingang en uitbreiding Museum De Pont, Tilburg

#### Kantoorgebouwen, hotels

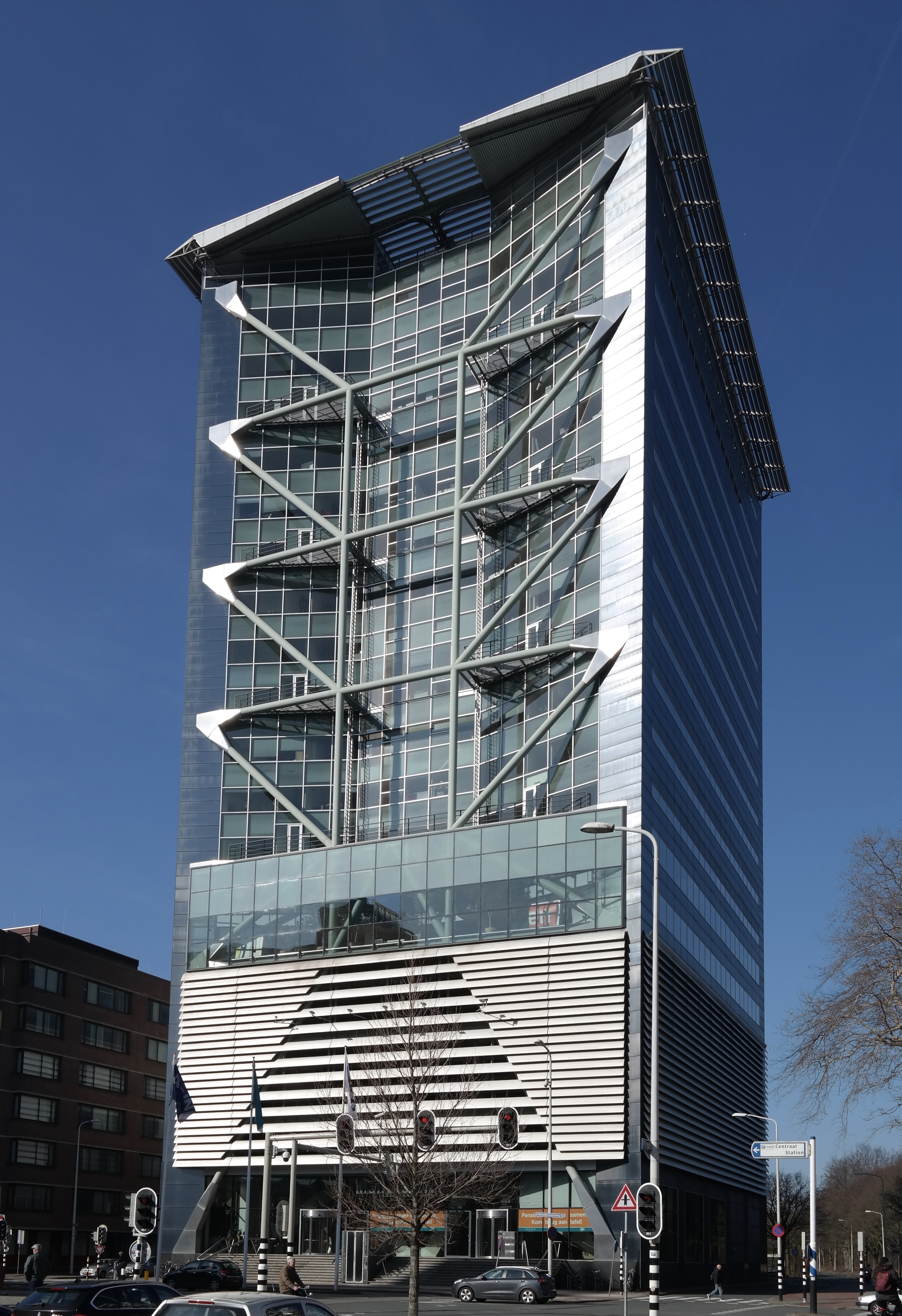
Malietoren, Den Haag
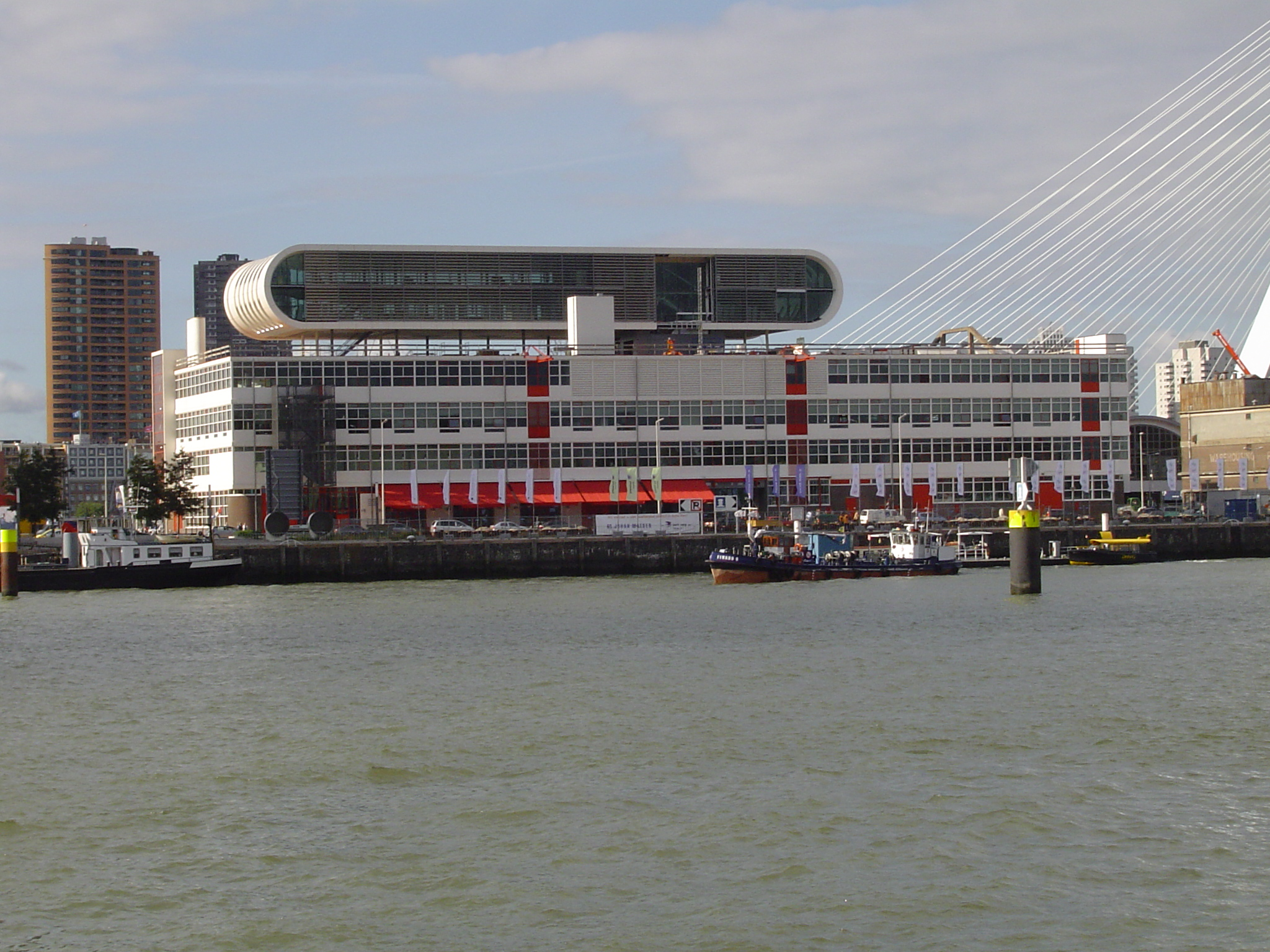
Las Palmas, Rotterdam
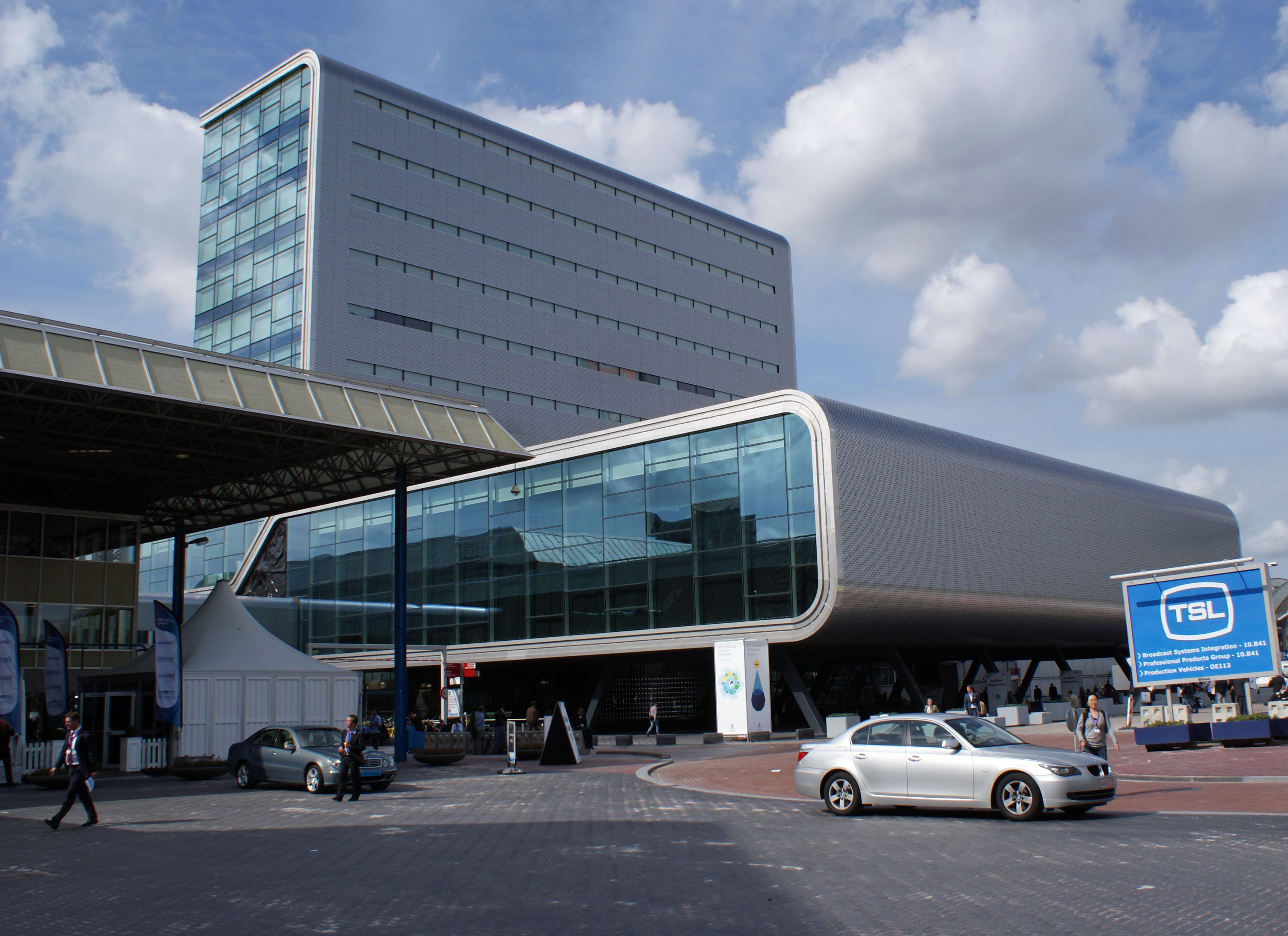
Eliciumgebouw RAI, Amsterdam
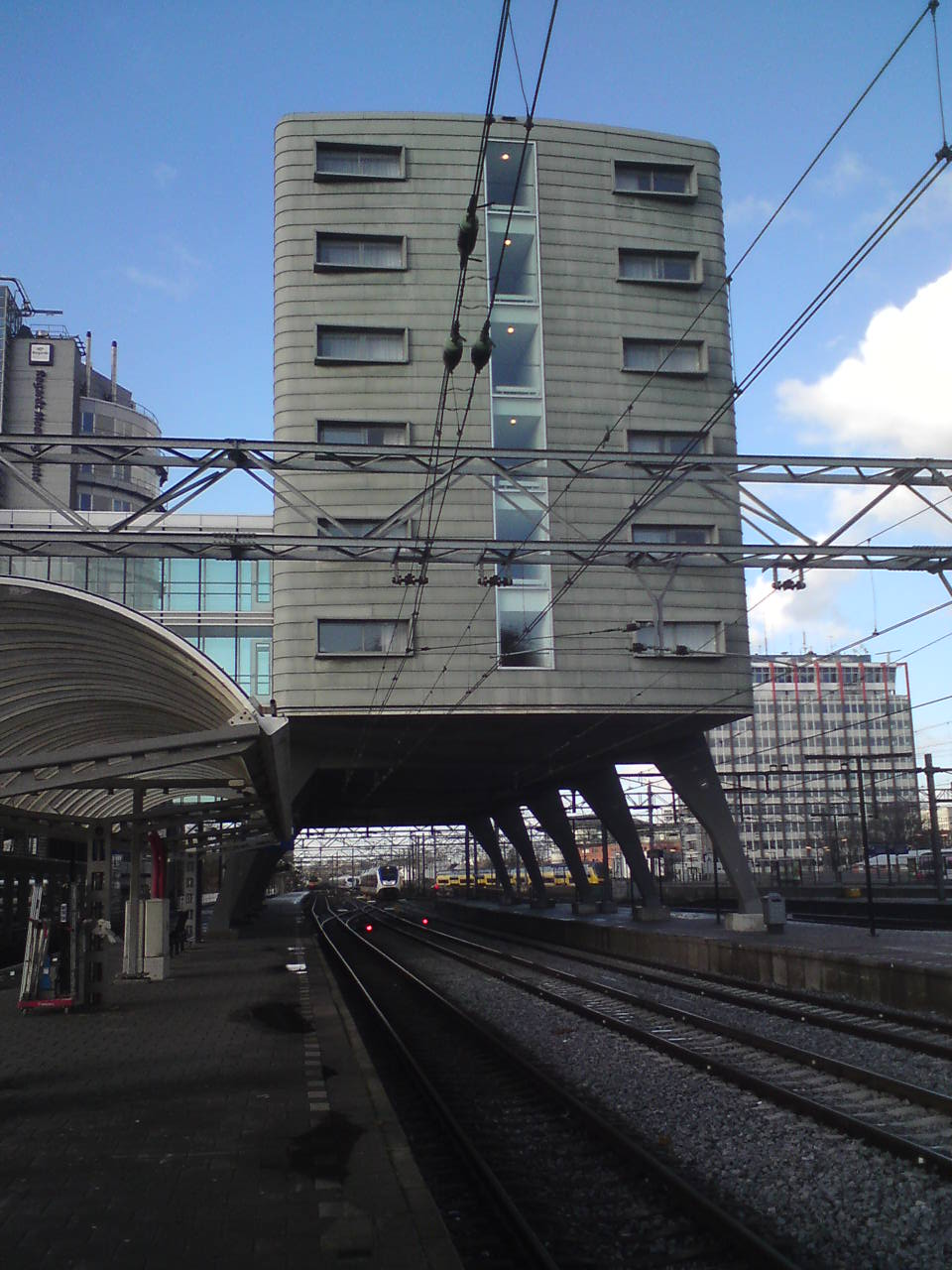
IBIS-hotel, Amsterdam
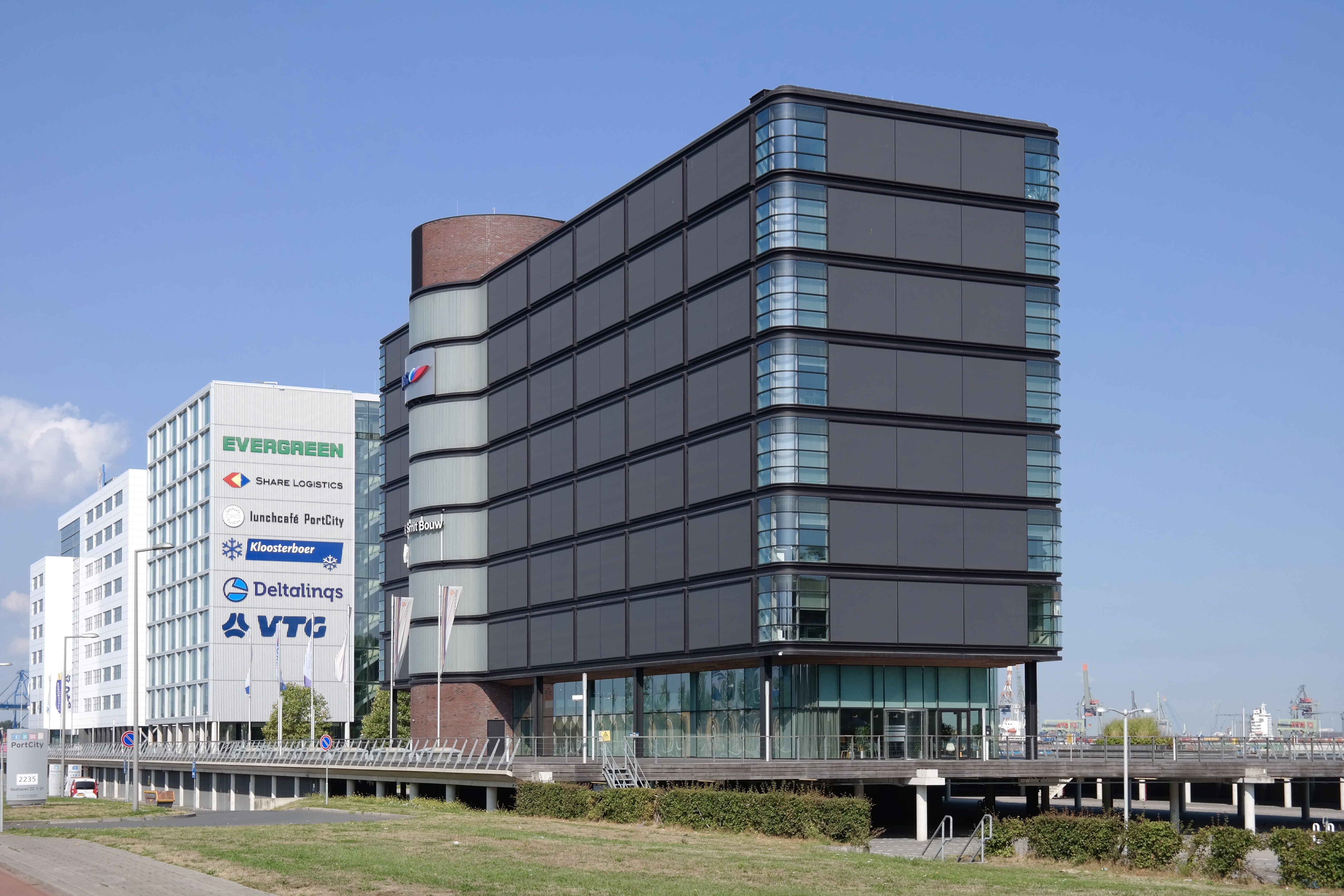
Port City III, Rotterdam Waalhaven

#### Woonprojecten

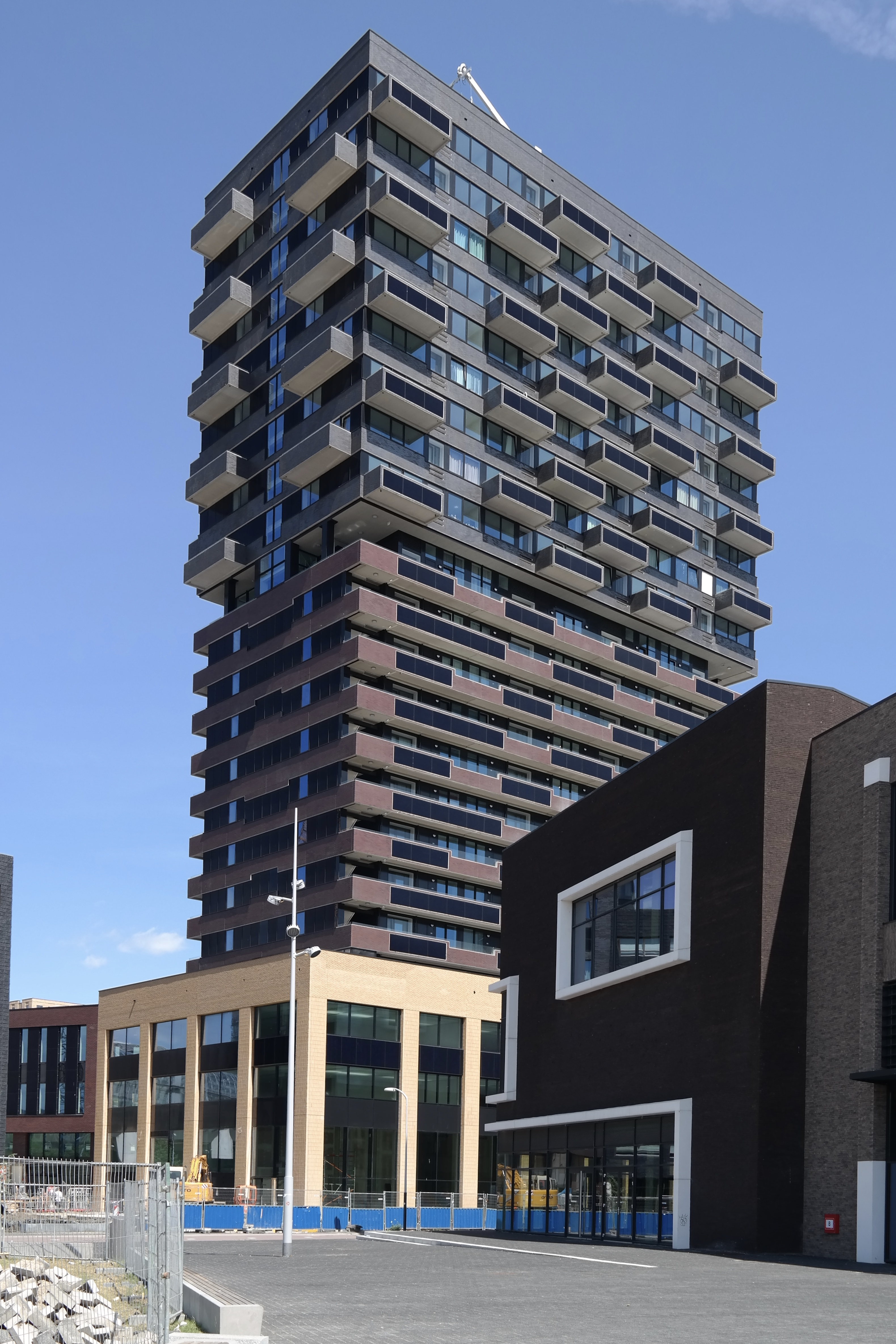
Pulse, Amsterdam-Noord

#### Infrastructuur

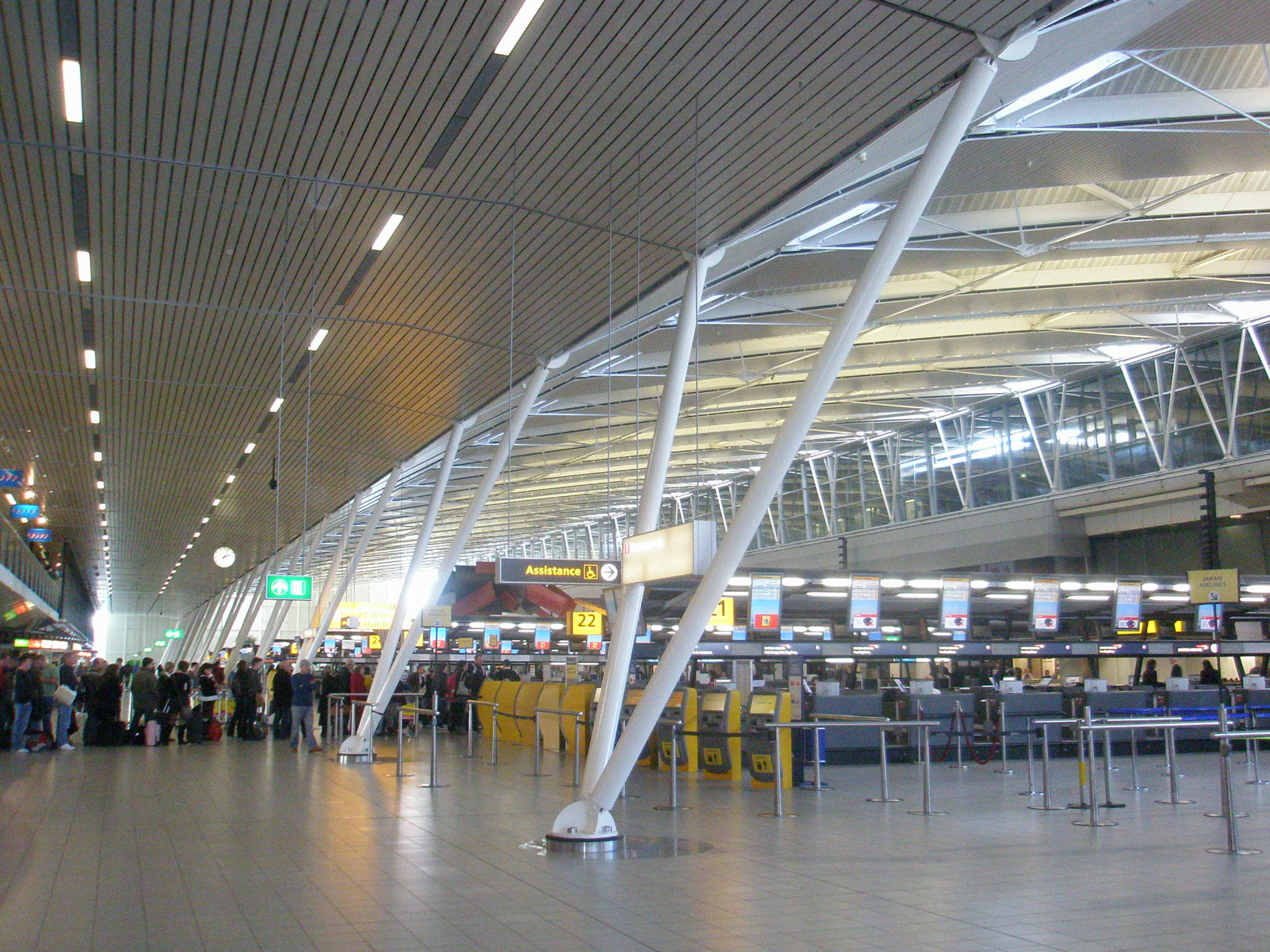
Vertrekhal Schiphol
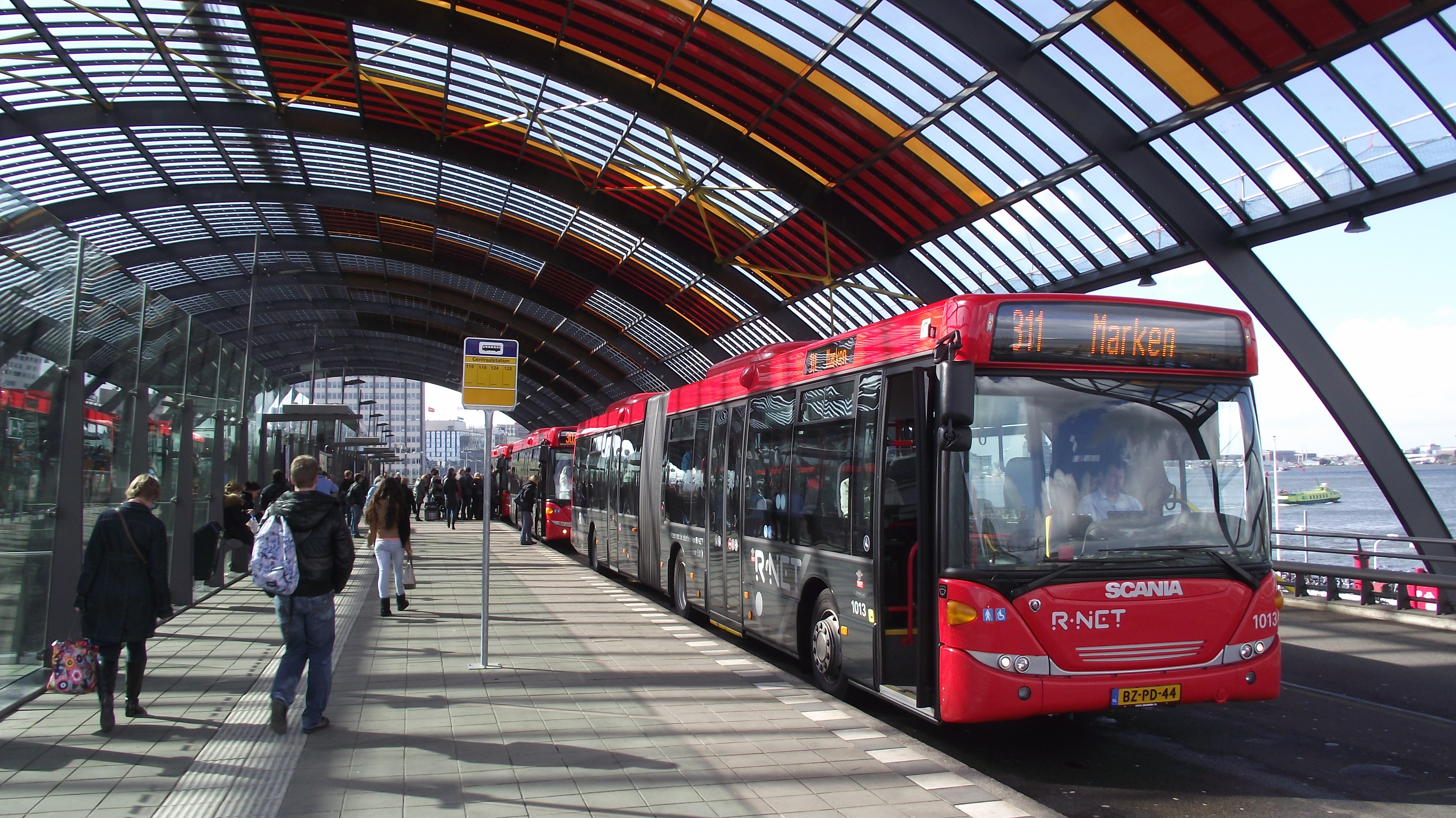
Busstation Amsterdam
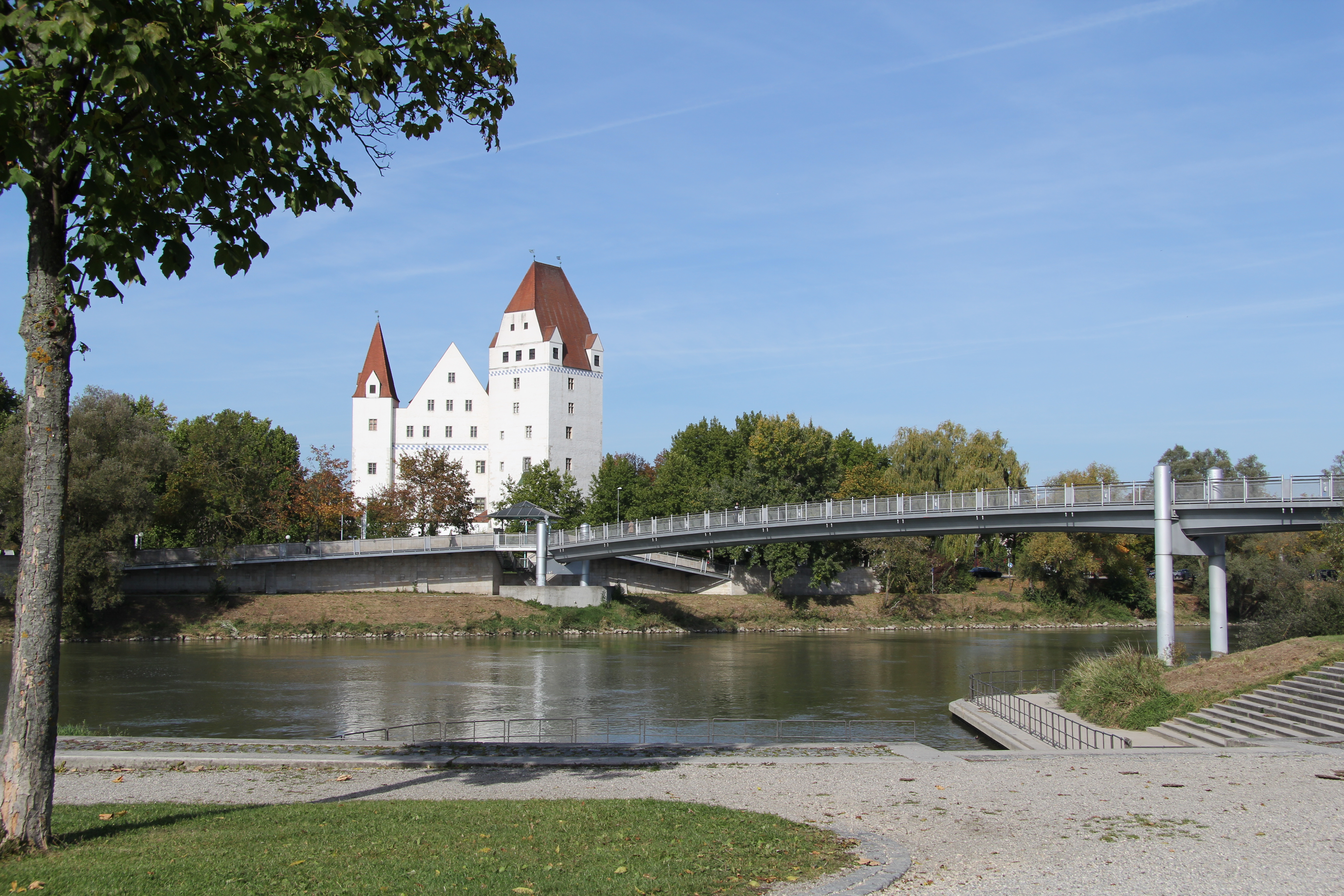
Donausteg-brug, Ingolstadt
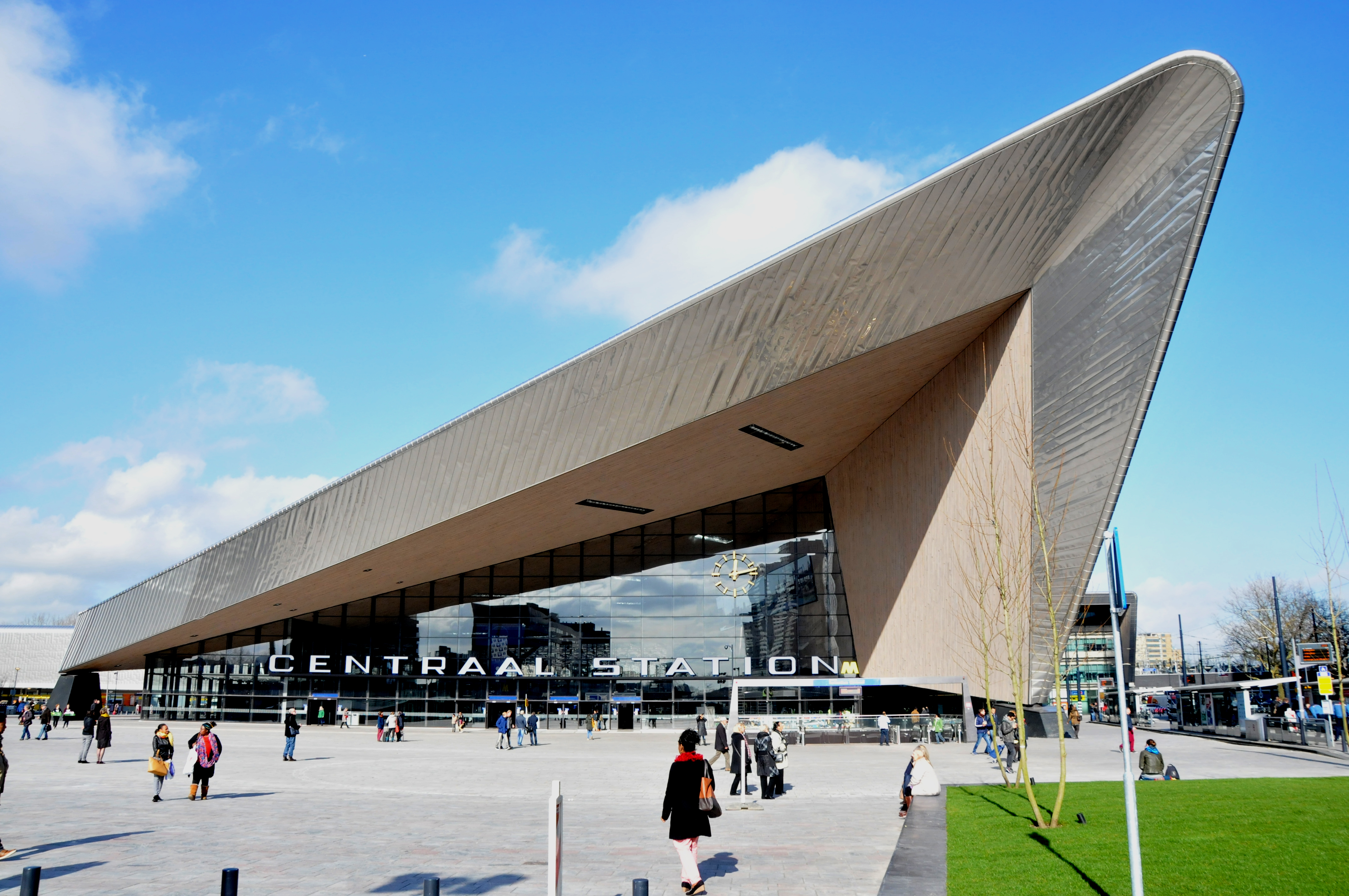
Rotterdam Centraal station
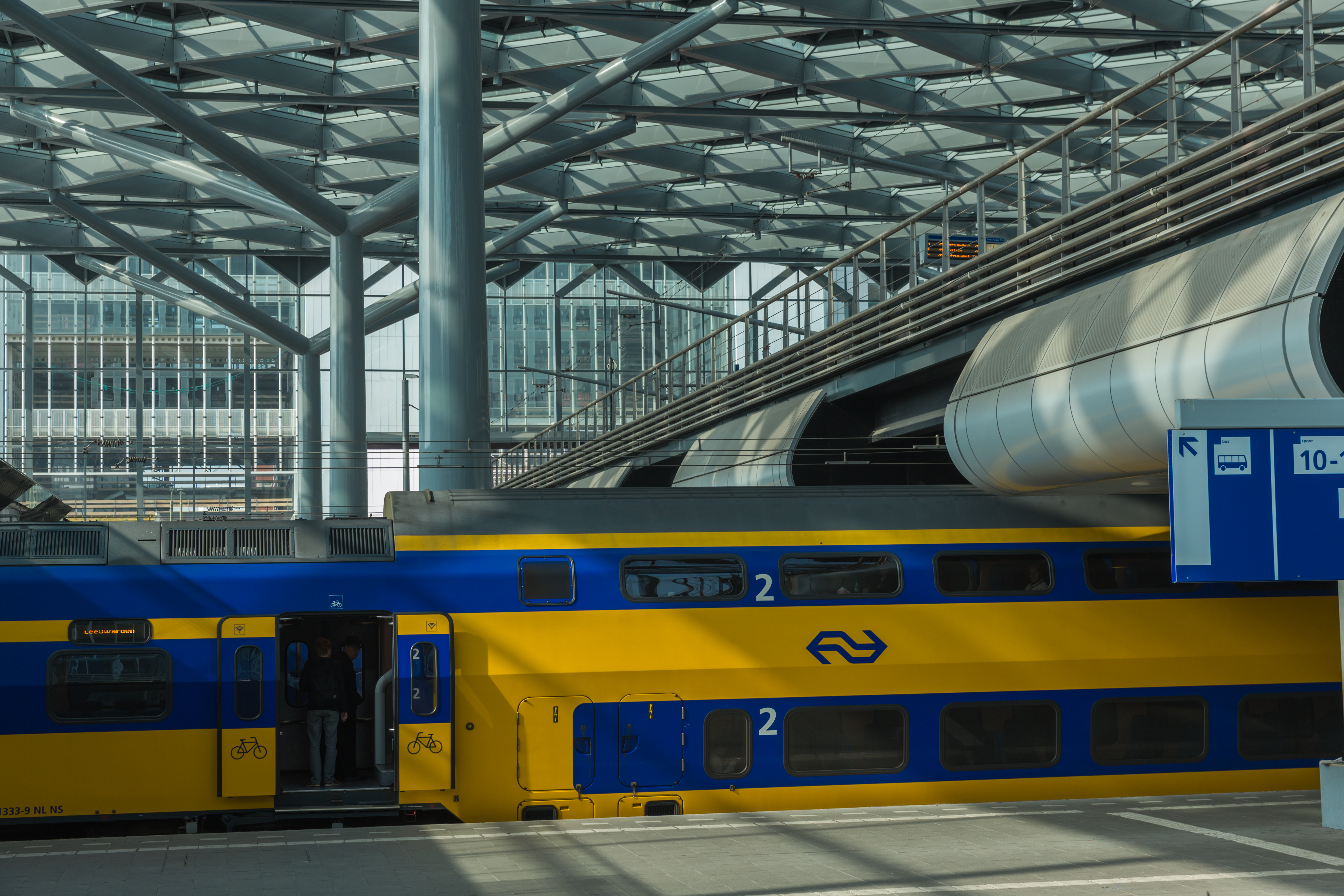
Den Haag centraal station
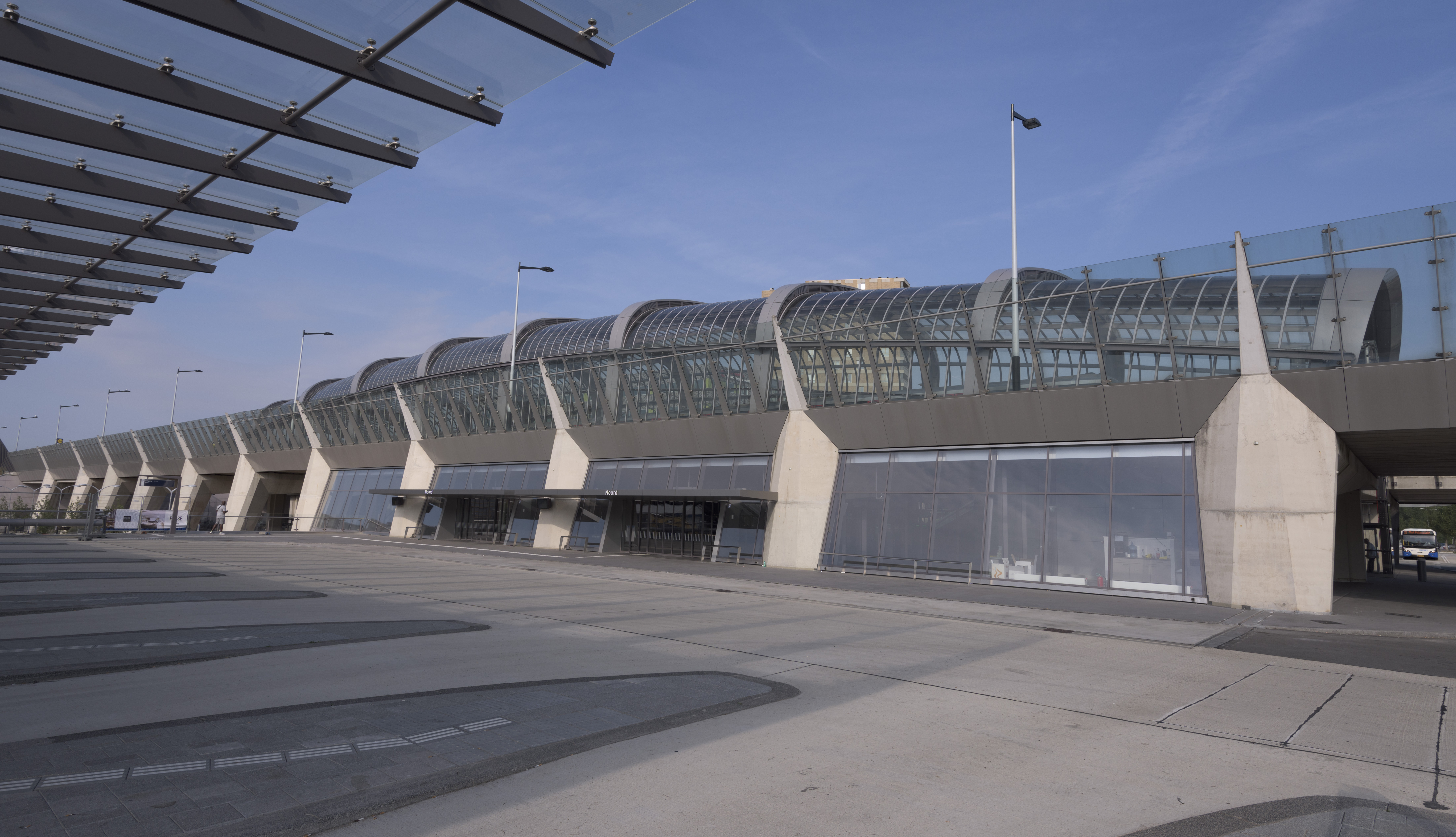
Noordzuidlijn Amsterdam
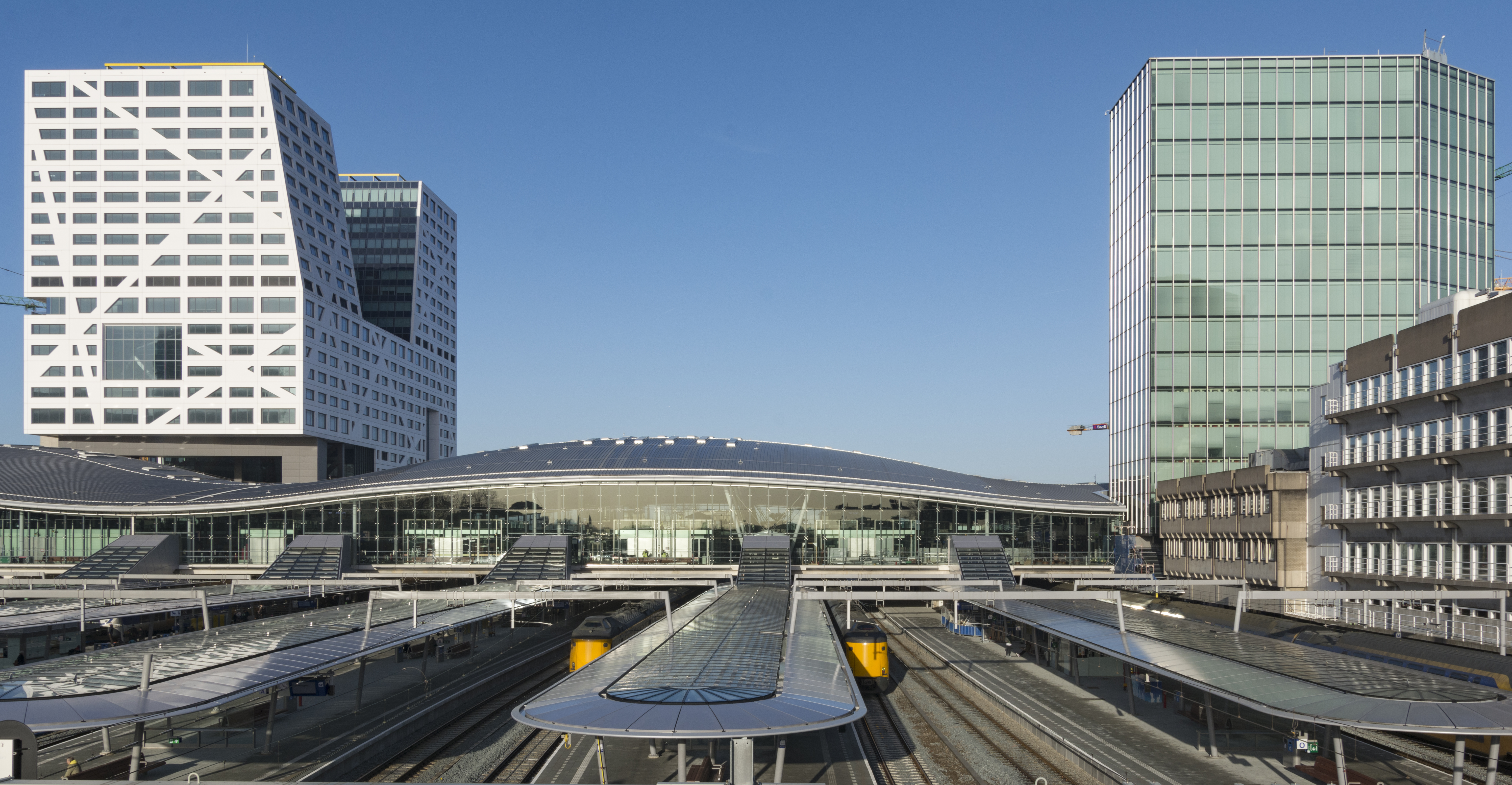
Station Utrecht Centraal
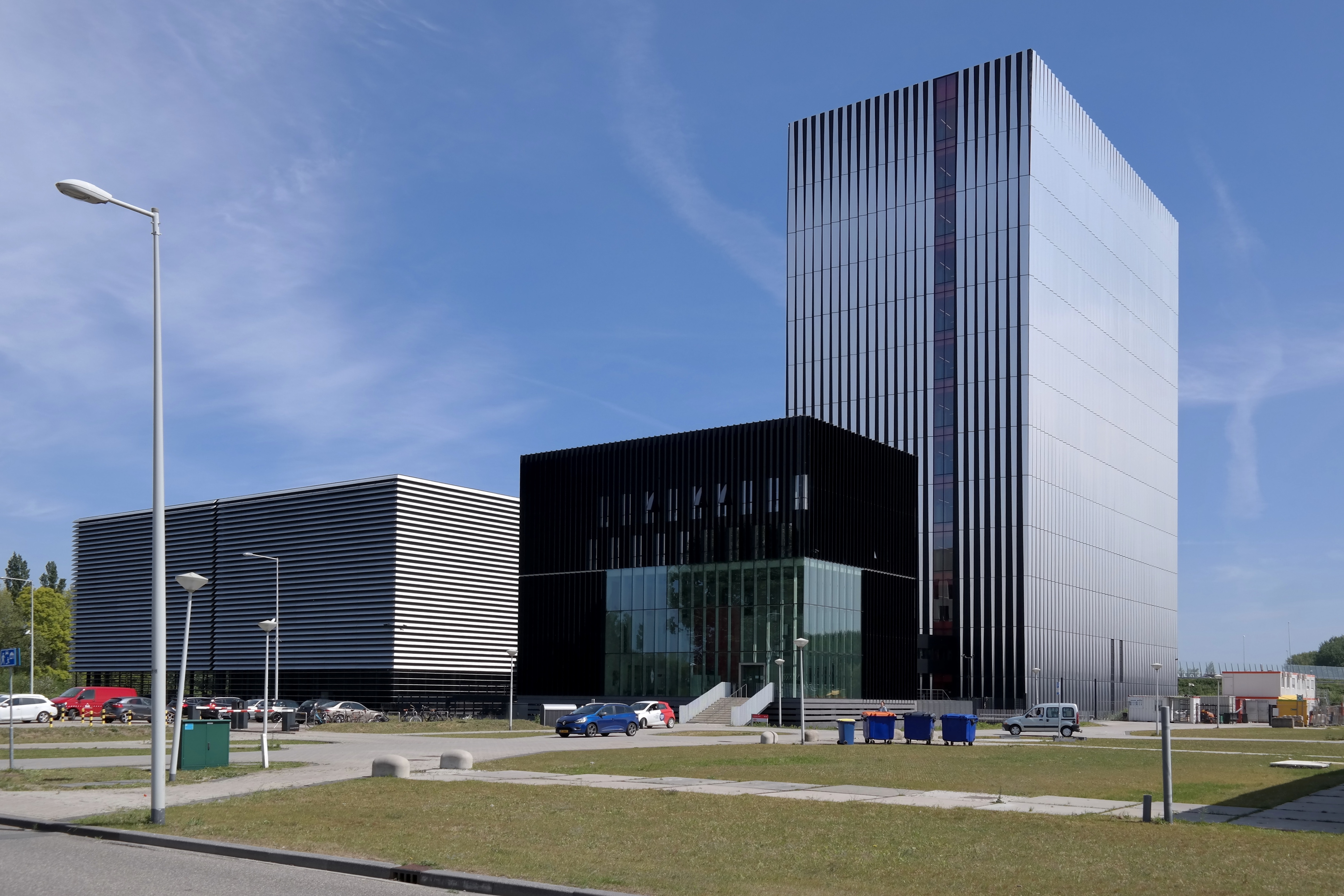
Equinix datacenter, Amsterdam